# 尼安蒂克鎮區 (伊利諾伊州梅肯縣)
尼安蒂克鎮區（英語：Niantic Township）是位於美國伊利諾伊州梅肯縣的一個行政鎮區。

## 地方資料
根據2010年美國人口普查的數據，尼安蒂克鎮區的面積為75.80平方千米，當中陸地面積為75.70平方千米，而水域面積為0.10平方千米。當地共有人口796人，而人口密度為每平方千米10.5人。